# Anilocra hedenborgi
Anilocra hedenborgi es una especie de crustáceo isópodo marino del género Anilocra, familia Cymothoidae.
Fue descrita científicamente por Bovallius en 1887.

## Distribución
Esta especie se encuentra en el mar Mediterráneo.